# Kentaro Savada
Kentaro Savada (japonsko 沢田 謙太郎), japonski nogometaš in trener, 15. maj 1970.
Za japonsko reprezentanco je odigral štiri uradne tekme.